# Sten Edgar Staxäng
Sten Edgar Staxäng, född den 25 maj 1931, död den 2 oktober 2022, var en svensk präst.
Staxäng blev uppmärksammad för miljöengagemang samt kyrkokonserter med kända artister.

## Biografi
Staxäng växte upp på Staxängsgården i Bro socken i Bohuslän som ett av tio syskon. Hans far var riksdagsmannen Ernst Staxäng med många uppdrag och få hemresor, och gården sköttes av hans mor Annie tillsammans med barnen.
Efter folkskolan stannade han hemma och skötte jordbruket, men kunde 1949 börja studera vid Fjellstedtska skolan i Uppsala. Han fortsatte efter studentexamen med teologiska studier och prästvigdes 1962 för Göteborgs stift, men återvände till Uppsala som redaktör för Svensk Pastoraltidskrift.
Han ingick i redaktionskommittén för den festskrift som gavs ut till biskop Bo Giertz 60-årsdag 1965, i vilken tabula gratulatoria upptar cirka 3 000 namn. Han sammanställde festskriftens bibliografi i ett nära samarbete med biskopen.
Han hade sedan prästtjänster i Örgryte och mellan 1968 och 1977 i Guldheden i Annedals församling.
År 1977 blev han kyrkoherde i Strömstad och verkade där fram till sin pensionering 1995. Han blev under denna tid uppmärksammad för att få många kända artister att uppträda i Strömstads kyrka, men också för upprop för rivningshotade kulturbyggnader och mot norska industrier som förorenade Svinesund. År 2003 uppmärksammades att det var 25 år sedan Staxäng tog initiativet med kyrkokonserter med kända artister. Jubileet firades med två konserter den 26 och 27 juli med medverkan av bland annat Sofia Källgren, Anders Ekborg, Helena Döse med maken Dietrich Gross och Mikael Samuelson med ackompanjatören Thomas Schuback.
Efter sin pensionering 1995 var han under tre års tid verksam i Nice för Svenska kyrkan i utlandet. Liksom under sin tid i Strömstad ordnade han kyrkokonserter med artister som Carola, Sofia Källgren, Git Gay och Anita Lindblom och fick många människor att komma till kyrkan även i Nice. Sten-Edgar Staxäng och hans fru Anna-Britt stannade kvar på Rivieran under ytterligare tio år.
Staxäng medverkade 1993 i TV-serien Polisen och domarmordet.

## Utmärkelser
- 2006 – H.M. Konungens medalj i 8:e storleken i Serafimerordens band för värdefulla och mångsidiga insatser för Svenska kyrkan i Sverige och utomlands
- 2015 – Medalj från Tyyne och Ivo Cramérs stiftelse  för sitt samarbete med Ivo Cramér.[8]

### Tal
- Tal av Sten Edgar Staxäng vid begravning för Lasse Brandeby 12 december 2011.